# Dorothy Lawrence
Dorothy Lawrence (4. října 1896 – 4. října 1964) byla anglická novinářka, která se vydávala za muže-vojáka, aby mohla podávat válečné zpravodajství z fronty první světové války. Opatřila si tedy zelenou vojenskou uniformu a falešnou identitu. Nicméně se válečný život měl vliv na její zdraví. V obavě, že pokud by potřebovala lékařskou pomoc, by její pohlaví bylo odhaleno a lidé, kteří jí pomohli, by byli potrestáni, své skutečné pohlaví prozradila. Na základě toho byla obviněna ze špionáže a po zbytek války byla držena ve vazbě. Poté byla propuštěna do domácího vězení, za podmínky, že nikdy nevydá své paměti. Postupem času se u ní začaly projevovat psychické problémy a nakonec zemřela v psychiatrické léčebně.